# Christoph von Bellin
Christoph von Bellin, oder Christoph von Belling († nach 1595) war kurbrandenburgischer Generalrumormeister.

## Leben
Bellin war Angehöriger eines märkischen Adelsgeschlechts. Er stand im Dienst des Kurfürsten Johann Georg von Brandenburg und war 1592 in der einflussreichen Stellung eines Generalrumormeister über Reiter und Knechte. 1595 wurde Bellin zudem in Cölln zum Rittmeister über 300 Pferde ernannt. Zu diesem Zeitpunkt war er Erbherr zu Bellin und Linum.